# Microstigmata
Microstigmata és un gènere d'aranyes migalomorfes de la família dels microstigmàtids (Microstigmatidae). Totes les espècies són de Sud-àfrica.

## Taxonomia
L'abril de 2016, segons el World Spider Catalog, aquest gènere tenia reconegudes les següents espècies:
- Microstigmata amatola Griswold, 1985 – Sud-àfrica
- Microstigmata geophila (Hewitt, 1916) (Espècie tipus) – Sud-àfrica
- Microstigmata lawrencei Griswold, 1985 – Sud-àfrica
- Microstigmata longipes (Lawrence, 1938) – Sud-àfrica
- Microstigmata ukhahlamba Griswold, 1985 – Sud-àfrica
- Microstigmata zuluensis (Lawrence, 1938) – Sud-àfrica